# Jerome Biffle
Jerome Biffle (Estados Unidos, 20 de marzo de 1928-4 de septiembre de 2002) fue un atleta estadounidense, especialista en la prueba de salto de longitud en la que llegó a ser campeón olímpico en 1952.

## Carrera deportiva
En los JJ. OO. de Helsinki 1952 ganó la medalla de oro en el salto de longitud, con un salto de 7.57 metros, superando a su compatriota Meredith Gourdine (plata con 7.53 m) y al húngaro Ödön Földessy (bronce con 7.30 m).